# Тенктеры
Тенктеры — древнегерманское племя, жившее во времена Римской империи на правом берегу Рейна, между Ланом и Виппером; были известны как превосходные наездники. 
В 59 году до н. э. они соединились с узипетами и добыли себе места для поселения по нижнему течению Рейна в области менапиев. Зимой 56—55 гг. до н. э. перешли Рейн, но вблизи Наймегена были разбиты войсками Гая Юлия Цезаря. В 17 году до н. э. в союзе с германскими племенами узипетов и сигамбров тенктеры перешли Рейн и нанесли поражение римскому наместнику Марку Лоллию. Позже они были разбиты в ходе контрнаступления войск Друза.  В 69—70 гг. н. э. тенктеры наряду с другими германскими племенами принимали участие в восстании Цивилиса.